# Campeonato Mundial de Rally Cross-Country de la FIM
El Campeonato Mundial de Rally Cross Country de la FIM, oficialmente FIM Cross-Country Rallies World Championship, fue una competición organizada por la Federación Internacional de Motociclismo (FIM), y galardona al motociclista más veloz de rally raid al final de una serie mundial de pruebas. Se organiza anualmente desde 1999.
Desapareció en 2022 para dar lugar al Campeonato Mundial de Rally Raid, luego de fusionarse con la Copa Mundial de Rally Cross-Country de la FIA.

## Palmarés

### Motos y quads
| #                               | Piloto                          | Moto                            |                                     | Piloto                              | Quad      |
| Copa del Mundo Abierto de Motos | Copa del Mundo Abierto de Motos | Copa del Mundo Abierto de Motos |                                     |                                     |           |
| ------------------------------- | ------------------------------- | ------------------------------- | ----------------------------------- | ----------------------------------- | --------- |
| 1999                            | Thierry Magnaldi                | KTM                             | No realizado                        | No realizado                        |           |
| 2000                            | Fabrizio Meoni                  | KTM                             | No realizado                        | No realizado                        |           |
| 2001                            | Carlo de Gavardo                | KTM                             | No realizado                        | No realizado                        |           |
| 2002                            | Richard Sainct                  | KTM                             | No realizado                        | No realizado                        |           |
| Campeonato Mundial de Motos     | Campeonato Mundial de Motos     | Campeonato Mundial de Motos     | Campeonato Mundial Abierto de Quads | Campeonato Mundial Abierto de Quads |           |
| 2003                            | Cyril Despres                   | KTM                             | No disputado                        | No disputado                        |           |
| 2004                            | Pål Anders Ullevålseter         | KTM                             | No disputado                        | No disputado                        |           |
| 2005                            | Marc Coma                       | KTM                             | Ricardo Leal                        | Polaris                             |           |
| 2006                            | Marc Coma                       | KTM                             | Christophe Declerck                 | Yamaha                              |           |
| 2007                            | Marc Coma                       | KTM                             | Sebastian Husseini                  | Suzuki                              |           |
| 2008                            | Marek Dabrowski (producción)    | KTM                             | Karim Dilou                         | Yamaha                              |           |
| 2008                            | Oscar Polli (deportivo)         | KTM                             | —                                   |                                     |           |
| 2009                            | Cyril Despres                   | KTM                             | Lionel Laine                        | Yamaha                              |           |
| 2010                            | Marc Coma                       | KTM                             | Rafal Sonik                         | Yamaha                              |           |
| 2011                            | Hélder Rodrigues                | Yamaha                          | Dmitry Pavlov                       | Honda                               |           |
| 2012                            | Marc Coma                       | KTM                             | Lukasz Laskawiek                    | Yamaha                              |           |
| 2013                            | Paulo Gonçalves                 | Honda                           | Rafal Sonik                         | Yamaha                              |           |
| 2014                            | Marc Coma                       | KTM                             | Rafal Sonik                         | Yamaha                              |           |
| 2015                            | Matthias Walkner                | KTM                             | Rafal Sonik                         | Yamaha                              |           |
| 2016                            | Pablo Quintanilla               | Husqvarna                       | Rafal Sonik                         | Yamaha                              |           |
| 2017                            | Pablo Quintanilla               | Husqvarna                       | Kees Koolen                         | Barren                              |           |
| 2018                            | Toby Price                      | KTM                             | Aleksandr Maksimov                  | Yamaha                              |           |
| 2019                            | Sam Sunderland                  | KTM                             | Rafal Sonik                         | Yamaha                              |           |
| 2020                            | Cancelado                       | Cancelado                       | Cancelado                           | Cancelado                           | Cancelado |
| 2021                            | Matthias Walkner                | KTM                             |                                     | Manuel Andújar                      | Yamaha    |

### Femenino, júnior y veterano
| #                                    | Piloto                               | Femenino                             |                           | Piloto                    | Júnior                          |                                 | Piloto | Veterano |
| Campeonato Mundial Femenino de Motos | Campeonato Mundial Femenino de Motos | Campeonato Mundial Femenino de Motos | Campeonato Mundial Júnior | Campeonato Mundial Júnior | Campeonato Mundial de Veteranos | Campeonato Mundial de Veteranos |        |          |
| ------------------------------------ | ------------------------------------ | ------------------------------------ | ------------------------- | ------------------------- | ------------------------------- | ------------------------------- | ------ | -------- |
| 2009                                 | Camelia Liparoti                     | Yamaha                               | No realizado              | No realizado              | No realizado                    | No realizado                    |        |          |
| 2010                                 | Camelia Liparoti                     | Yamaha                               | No realizado              | No realizado              | No realizado                    | No realizado                    |        |          |
| 2011                                 | Camelia Liparoti                     | Yamaha                               | No realizado              | No realizado              | No realizado                    | No realizado                    |        |          |
| 2012                                 | Camelia Liparoti                     | Yamaha                               | Łukasz Łaskawiec          | Yamaha                    | No realizado                    | No realizado                    |        |          |
| 2013                                 | Camelia Liparoti                     | Yamaha                               | Mohammed Abu Issa         | Yamaha                    | No realizado                    | No realizado                    |        |          |
| 2014                                 | Camelia Liparoti                     | Yamaha                               | Jakub Piątek              | KTM                       | No realizado                    | No realizado                    |        |          |
| 2015                                 | Anastasiya Nifontova                 | Husqvarna                            | Jakub Piątek              | KTM                       | No realizado                    | No realizado                    |        |          |
| 2016                                 | Laia Sanz                            | KTM                                  | Jose Ignacio Cornejo      | KTM                       | Rafał Sonik                     | Honda                           |        |          |
| 2017                                 | Laia Sanz                            | KTM                                  | Maciej Giemza             | KTM                       | Kees Koolen                     | Barren                          |        |          |
| 2018                                 | No entregado                         | No entregado                         | Maciej Giemza             | KTM                       | Rafał Sonik                     | Yamaha                          |        |          |
| 2019                                 | Laia Sanz                            | KTM                                  | Luciano Benavides         | KTM                       | Rafał Sonik                     | Yamaha                          |        |          |
| 2021                                 | Anastasiya Nifontova                 | Husqvarna                            | Konrad Dąbrowski          | KTM                       | David McBride                   | Husqvarna                       |        |          |
| Fuente:                              |                                      |                                      |                           |                           |                                 |                                 |        |          |

## Estadísticas

### Pilotos de motos con más títulos
| Posición | Piloto                  | Años                               | Victorias |
| -------- | ----------------------- | ---------------------------------- | --------- |
| 1        | Marc Coma               | 2005, 2006, 2007, 2010, 2012, 2014 | 6         |
| 2        | Cyril Despres           | 2003, 2009                         | 2         |
| 2        | Pablo Quintanilla       | 2016, 2017                         | 2         |
| 2        | Matthias Walkner        | 2015, 2021                         | 2         |
| 5        | Thierry Magnaldi        | 1999                               | 1         |
| 5        | Fabrizio Meoni          | 2000                               | 1         |
| 5        | Carlo de Gavardo        | 2001                               | 1         |
| 5        | Richard Sainct          | 2002                               | 1         |
| 5        | Pål Anders Ullevålseter | 2004                               | 1         |
| 5        | Hélder Rodrigues        | 2011                               | 1         |
| 5        | Toby Price              | 2018                               | 1         |
| 5        | Sam Sunderland          | 2019                               | 1         |

### Constructores de motos con más título
| Posición | Piloto    | Años | Victorias |
| -------- | --------- | --- | --------- |
| 1        | KTM       | 1999, 2000, 2001, 2002, 2003, 2004, 2005, 2006, 2007, 2008, 2009, 2010, 2012, 2014, 2015, 2018, 2019, 2021 | 18        |
| 2        | Husqvarna | 2016, 2017                                                                                                 | 2         |
| 3        | Yamaha    | 2011 | 1         |
| 3        | Honda     | 2013 | 1         |

### Pilotos de quads con más títulos
| Posición | Piloto              | Años                               | Victorias |
| -------- | ------------------- | ---------------------------------- | --------- |
| 1        | Rafal Sonik         | 2010, 2013, 2014, 2015, 2016, 2019 | 6         |
| 2        | Ricardo Leal        | 2005                               | 1         |
| 2        | Christophe Declerck | 2006                               | 1         |
| 2        | Sebastian Husseini  | 2007                               | 1         |
| 2        | Karim Dilou         | 2008                               | 1         |
| 2        | Lionel Laine        | 2009                               | 1         |
| 2        | Dmitry Pavlov       | 2011                               | 1         |
| 2        | Lukasz Laskawiek    | 2012                               | 1         |
| 2        | Kees Koolen         | 2017                               | 1         |
| 2        | Aleksandr Maksimov  | 2018                               | 1         |
| 2        | Manuel Andújar      | 2021                               | 1         |

### Constructores de quads con más títulos
| Posición | Piloto  | Años                                                                         | Victorias |
| -------- | ------- | ---------------------------------------------------------------------------- | --------- |
| 1        | Yamaha  | 2006, 2008, 2009, 2010, 2012, 2013, 2014, 2015, 2016, 2017, 2018, 2019, 2021 | 13        |
| 2        | Polaris | 2005                                                                         | 1         |
| 2        | Suzuki  | 2007                                                                         | 1         |
| 2        | Honda   | 2011                                                                         | 1         |